# Мосендз Леонід Маркович
Леоні́д Ма́ркович Мо́сендз (псевдоніми: О.Лясковець, Осип Лясковець, Ростислав Берладник; нар. 8 серпня (20 серпня) 1897, Могилів-Подільський, Подільська губернія — пом. 14 жовтня 1948, Блоне, Швейцарія) — український поет, прозаїк, есеїст, гуморист, науковець, громадський та державний діяч. Спільно з Ю. Кленом писав під псевдонімом Порфирій Горотак.

## Життєпис
Леонід Мосендз народився у м. Могилеві-Подільському в родині державного урядовця Марка Мосендза, з українського роду Мосендзи, мати була з Волині, з роду Лясковець. Згодом мамине прізвище стане Мосендзові за псевдонім. У сім'ї окрім Леоніда було ще двоє синів та донька. Коли Леонідові Мосендзу було сім років помер батько, і вони з матір'ю переїхали у село Ялтушків, згодом у Яришів Могилівського повіту. У 1911 році, в Яришеві, Леонід Мосендз закінчив початкову школу, після чого вступив до учительської семінарії у Вінниці, яку закінчив 1915 року. По закінченні семінарії короткий час вчителював.
У роки Першої світової війни перебував у російській армії, воював на румунському фронті, де його й застала «революція» 1917 року. Після демобілізації вчителював у вищій та нижчій початкових школах міста Гнівань. 4 березня 1919 року вступив до Дієвої Армії УНР, де служив старшиною. У війську захворів на плямистий тиф і 26 жовтня 1919 року був евакуйований. Після лікування, 1 грудня 1919 року, повернувся до викладання фізики та природознавства у гніванських нижчій та вищій початкових школах. Вчителював до квітня 1920 року.
Після поразки УНР емігрував. З польської Ченстохови у 1922 році переїхав до Чехословаччини, де у 1923/24 рр. закінчив гімназію і вступив на хіміко-технологічний факультет Української господарської академії в Подєбрадах. У 1928 році одержав тут диплом інженера-технолога й залишився в Українській Господарській Академії асистентом.
У 1931 році він захистив докторську дисертацію з проблем переробки нафти, працював у лабораторіях. У час пробудження Закарпаття Мосендз у 1937/38 рp. викладав у Державній академії в Сваляві, а після окупації Закарпаття переїхав до Братислави. У 1945 році виїхав до Австрії. У місті Інсбруку Мосендз заприятелював з Юрієм Кленом (О. Бургардтом), з яким разом у 1947 році видав (під спільним псевдонімом Порфирій Горотак) збірку пародійних віршів «Дияволічні параболи» [Архівовано 26 листопада 2020 у Wayback Machine.].
У 1946 році, важко хворий на сухоти, Леонід Мосендз переїжджає у Швейцарію, де в місті Блоне 1948 року помирає. Похований у тому ж місті, Блоне.
Його спадщина багата: збірка «Зодіак» (1941), три поеми «Вічний корабель» (1940), «Канітферштан» (1945) і «Волинський рік» (1948), три збірки новел і оповідань «Засів», «Людина покірна», «Відплата» і незавершений роман «Останній пророк» (посмертне видання 1960).

## Творчий доробок
Автор есе «Штайн — ідея і характер» (1935), збірки «Зодіяк» (1941); поем «Вічний корабель» (1940), «Канітферштан» (1945), «Волинський рік» (1948), збірок новел і оповідань «Засів», «Людина покірна», «Відплата»; роману «Останній пророк» (посмертне видання 1960). Окремі видання:
- Мосендз Л. Штайн. Ідея й характер [Архівовано 12 квітня 2020 у Wayback Machine.] — Львів: Книгозбірня "Вісника", 1935. — 95 с.]
- Мосендз Л. Відплата [Архівовано 12 квітня 2020 у Wayback Machine.]. — Львів, 1939. — 125 с.]
- Мосендз Л. Вічний корабель: Лірична драма. — Прага: Колос, 1940. — 32 с.
- Мосендз Л. Вічний корабель : (лір. драма) / Леонід Мосендз. — Прага : Колос, 1940. — 32, 1 с. [Архівовано 24 жовтня 2020 у Wayback Machine.]
- Мосендз Л. Зодіяк. — Прага: Колос, 1941. — 110 с. [Архівовано 17 грудня 2019 у Wayback Machine.]
- Мосендз Л. Помста. — Прага: Колос, 1941. — 157 с. [Архівовано 17 грудня 2019 у Wayback Machine.]
- Мосендз Л. Засів: Повість. — Прага: Колос, 1941. — 96 с. [Архівовано 10 лютого 2015 у Wayback Machine.]
- Мосендз Л. Канітферштан. — Інсбрук, 1945. — 31 с. [Архівовано 19 травня 2018 у Wayback Machine.]
- Мосендз Л. Засів: Повість. — Малин: Накладом Українського Видавництва в Бельгії К.Мулькевича, 1946. — 101 с. [Архівовано 10 лютого 2015 у Wayback Machine.]
- Мосендз Л. Пригоди котика Кікі: Віршовані казки.– Австрія, 1947.; Львів: Універсум, 1996.– 48 с.
- Мосендз Л. Волинський рік: Поема. — Мюнхен: Українська трибуна, 1948.- 80 с. [Архівовано 10 лютого 2015 у Wayback Machine.]
- Мосендз Л. Людина покірна. — Вінніпег: Вид. І. Тиктора, 1951. — 143 с. [Архівовано 19 травня 2018 у Wayback Machine.]
- Мосендз Л. Останній пророк. — Торонто, 1960. — 456 с. [Архівовано 12 липня 2017 у Wayback Machine.]
- Мосендз Л. Зодіяк : вірші, 1921—1936 / Леонід Мосендз. — Прага : Колос, 1941. — 108, 1 с. : портр. [Архівовано 22 жовтня 2020 у Wayback Machine.]
- Мосендз Л. Засів : повість / Леонід Мосендз. — Малін: Накладом Укр. вид-ва в Бельгії К. Мулькевич, 1946. — 101 с. [Архівовано 20 жовтня 2020 у Wayback Machine.]

Виявив себе також у публіцистиці, перекладах.
Дмитро Донцов назвав його «одним із найкращих, коли не найкращим — із наших… новелістів».

## Вшанування пам'яті
Іменем Леоніда Мозендза названо вулицю у м. Вінниця 